# Kompromat
Kompromat, een afkorting voor "compromitterend materiaal" (Russisch: компрометирующий материал), is beschadigende informatie over een politicus of andere publieke figuur die wordt gebruikt om negatieve publiciteit te arrangeren, chantage uit te oefenen of loyaliteit af te dwingen. Kompromat kan worden vergaard van diverse veiligheidsdiensten, of rechtstreeks worden afgedwongen en vervolgens worden gepubliceerd door een public relations-autoriteit. Wijdverbreid gebruik van kompromat is een van de karakteristieke fenomenen in de politiek van de Russische Federatie en sommige andere voormalige Sovjetlanden.

## Etymologie
De term kompromat is ontleend aan het Russische KGB-slangwoord компромат uit het Stalintijdperk, dat een afkorting is van "compromitterend materiaal" (компрометирующий материал). Het verwijst naar belastende informatie die kan worden verzameld, gearchiveerd, verhandeld, of strategisch worden ingezet in allerlei domeinen: politiek, electoraal, legaal, professioneel, juridisch, multimediaal, en commercieel. De oorsprong van de term gaat terug naar het politieke jargon van de jaren dertig.

## Technieken
In de vroege jaren behelsde kompromat uitgedachte foto's, geplante drugs, smoezelige video van relaties met prostituees ingehuurd door de KGB, en een uitgebreid spectrum van andere primitieve technieken om slachtoffers te betrappen. Tegenwoordig komen er echter meer eigentijdse vormen van kompromat naar voren, zoals cybercrime. Een aspect van kompromat dat de tand des tijds overleeft is dat de compromitterende informatie vaak seksueel van aard is.

## Gebruik
Kompromat maakt deel uit van de politieke cultuur in Rusland, gegeven het feit dat velen in de zakelijke en politieke elite potentieel compromitterend materiaal hebben verzameld en opgeslagen over hun politieke opponenten. Kompromat richt zich niet noodzakelijkerwijs tegen individuen en groepen, maar verzamelt bij voorkeur informatie die op een later moment nuttig is. Compromitterende video’s worden lang van tevoren gemaakt als het nodig is om mensen onder druk te zetten.
In de Verenigde Staten wordt oppositioneel onderzoek gedaan om compromitterend materiaal te vinden over politieke tegenstanders dat kan worden ingezet om hen te verzwakken. 

## Voorbeelden
In de jaren vijftig was de Britse ambtenaar John Vazal doelwit van een seksueel getinte valstrikoperatie, die bruikbaar was omdat in die tijd homoseksualiteit in Groot-Brittannië nog illegaal was. De Amerikaanse journalist Joseph Alsop werd tijdens een bezoek aan Moskou in 1957 ook het slachtoffer van een homoseksueel getinte valstrik, opgezet door de KGB.
In 1997 werd Valentin Kovaljov ontslagen als Russische minister van Justitie nadat er foto's in een krant waren gepubliceerd van hem met prostituees in een sauna. In een interview met een andere krant, zei Kovaljov: "Kompromat is verachtelijk. Als het eenmaal begint, kent het geen grenzen. In Rusland is kompromat altijd effectief." 
In 1999 werd er een video uitgezonden van een man die leek op Joeri Skoeratov, in bed met twee vrouwen, die later zou leiden tot zijn ontslag als procureur-generaal van Rusland. De video werd vrijgegeven slechts twee dagen nadat hij was begonnen aan een onderzoek naar aanleiding van aanklachten van corruptie van president Boris Jeltsin en diens handlangers.
In gevallen van kompromat gedurende de vroege 21e eeuw zijn Russische agenten verdacht en/of beschuldigd van het plaatsen van kinderporno op de personal computers van personen, die zij in diskrediet wilden brengen. In 2015 maakte de Hoge Aanklager in het Verenigd Koninkrijk bekend dat hij de Russische dissident en mensenrechtenactivist Vladimir Boekovski zou vervolgens wegens "verboden afbeeldingen", die op zijn computer waren gevonden. De zaak tegen Boekovski werd echter geschorst om onderzoekers de gelegenheid te geven om vast te stellen of de pornografische afbeeldingen kwaadwillig op zijn computer waren geplaatst.

### Donald Trump
Kort na de Amerikaanse presidentsverkiezingen 2016 bleek dat inlichtingendiensten onderzoek deden naar mogelijke compromitterende persoonlijke en financiële informatie over president-elect Donald Trump, die tot beschuldigingen zou kunnen leiden dat hij en leden van zijn kabinet kwetsbaar zijn voor manipulatie door de Russische regering. Op een gezamenlijke persconferentie na de top in Helsinki op 16 juli 2018 werd aan Trump en Poetin rechtstreeks de vraag voorgelegd of Poetin kompromat had over Trump. Geen van beiden antwoordde "nee".
Poetin antwoordde:
"Ja, ik heb de geruchten gehoord, dat beweerd wordt dat wij compromitterend materiaal over de heer Trump hebben verzameld toen hij Moskou bezocht. Wel waarde collega, laat mij u dit zeggen: Als president Trump toentertijd in Moskou was, dan wist ik helemaal niet dat hij in Moskou was. Ik behandel president Trump met alle respect en hij was toen een particulier persoon, een zakenman. Niemand heeft mij toen geïnformeerd dat hij in Moskou was. Wel, laten we het St. Petersburg Economic Forum als voorbeeld nemen. Daar waren meer dan 500 Amerikaanse vooraanstaande zakenmensen. Ik herinner me echt niet de achternaam van elk van hen. Doet u dat? Denkt u echt dat wij proberen van elk van hen compromitterende informatie te verzamelen? Wel, het is moeilijk om onzin van een grotere schaal dan deze te verkopen. Laat deze kwestie alstublieft buiten beschouwing en denk er niet meer aan!".
Trump antwoordde "Het zou lang geleden zijn", waarna hij van onderwerp veranderde en de persconferentie op slag beëindigde.
Chris Bryant, een Brits parlementslid van de Labour Party en ex-voorzitter van de brede parlementaire groep voor Rusland, claimt dat de Russische regering een homofobe campagne orkestreerde om hem uit zijn functie te verwijderen, en houdt staande dat Rusland ook kompromat heeft verzameld over vooraanstaande conservatieve politici, waaronder Boris Johnson, Liam Fox, Alan Duncan en David Davis.
Volgens een telefoongesprek in 2016 tussen de net aangetreden nationaal veiligheidsadviseur Michael Flynn en de Russische ambassadeur Sergej Kisljak, loog Flynn naar verluidt tegen het Witte Huis over de reikwijdte van dat contact, hetgeen hem kwetsbaar maakte voor chantage. Volgens de getuigenis in een Congresverhoor van de voormalige Algemene Aanklager Sally Yates, geloofde het ministerie van Justitie dat "generaal Flynn gecompromitteerd was" en dat Flynn "in een positie was beland, waarin de Nationale Veiligheidsadviseur wezenlijk kon worden gechanteerd door de Russen".